# 古池蛙跃溅水声

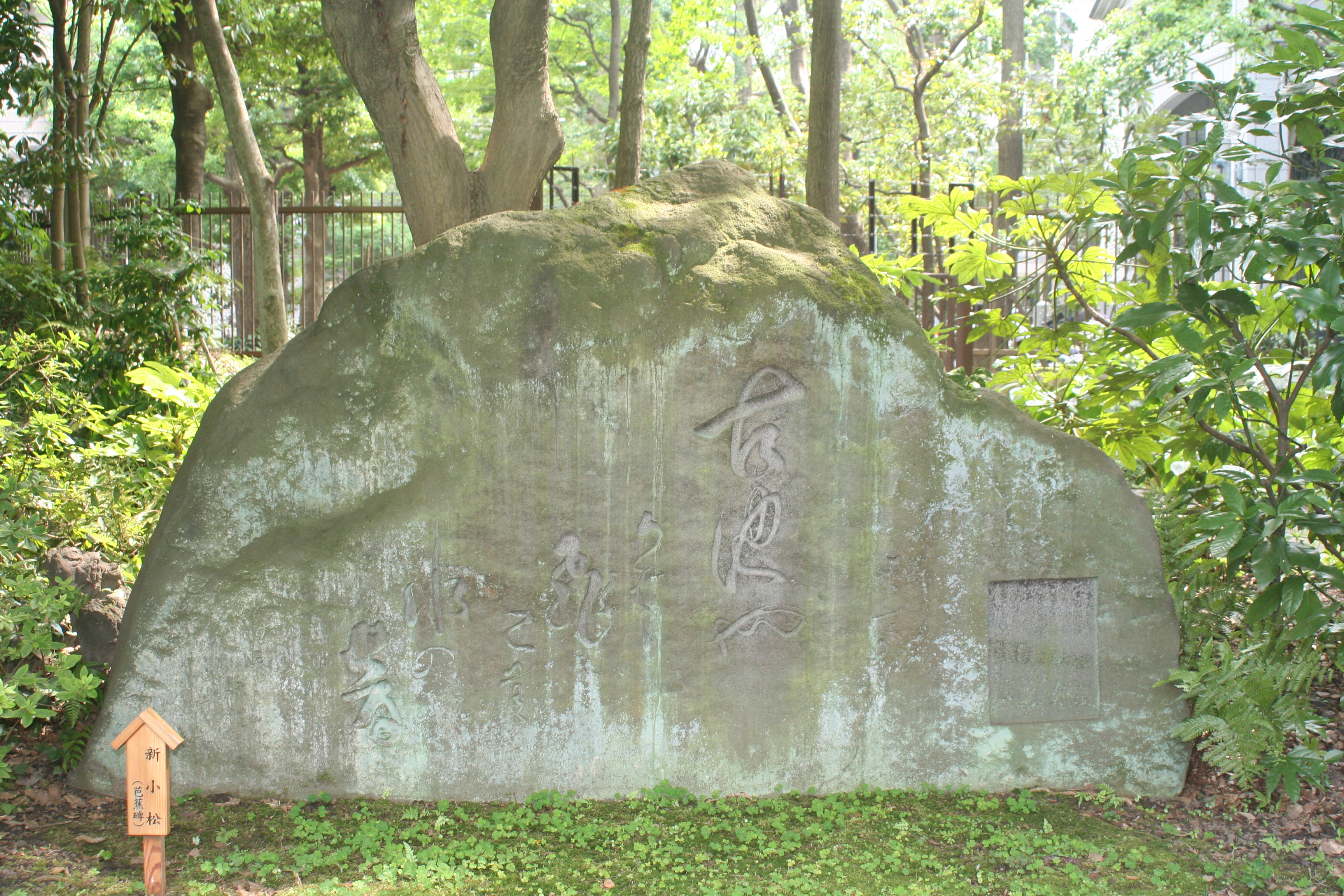
清澄庭园内“古池”俳句石碑。日本各地有多处刻着这句佳作的石碑。

「古池蛙跃溅水声」（日语：／），是日本著名俳句诗人松尾芭蕉的名句。俳句全文可译为“寂寂幽古池/蛙飞跃入其间中/微微水自音”。这首俳句是芭蕉确立了其特有风格（在日本被称为蕉风）的标志性作品，不仅在芭蕉的作品中最为有名，而且从江戸时代起就一直作为俳句的代名词被广为传诵。
该俳句中的季语是蛙（代表春季）。这一句表现了在寂静的池塘里，青蛙跳入水中，发出了扑通水声这一简单的场景。表面上看这一画面非常普通，但细细品味颇有情趣，耐人寻味。这也与以往的和歌及连歌或俳谐的古板传统的情趣大相径庭，具有开创性意义。该作品中也能体味到芭蕉所受到的禅的影响，由于过于有名，这首作品对后世也产生了相当深远的影响以及传说。

## 成立
这条俳句最初发表在1686年（贞享3年）闰3月的《蛙合》（かわずあわせ）里，之后被收于同年8月芭蕉七部集之一的《春之日》。《蛙合》的编辑者为芭蕉弟子仙化，是一部以蛙为题材的俳句合集（日语为，即以左右排列的俳句进行优劣比较的诗集），其中收录了40首俳句，芭蕉的这句“古池”被列为最佳（左一）。当时的句合是以多名文人合议的方式来评判优劣，其中仙化也是主要的评论者之一。一般俳句被创作后就会立刻被收入俳谐撰集，因此通说认为该俳句创作于贞享3年。另外，同年正3月下旬，由井原西鶴门下的西吟编辑的《庵樱》里也有芭蕉的这一句，但写法略有不同，即“古池や蛙飛ンだる水の音”，因此往往也有观点认为这是最初的版本。是谈林风格的轻快文体，可以得到谈林派的理解认可。
根据仙化在《蛙合》卷末所写的文字，这本合集是在深川的芭蕉庵内编成的。至于这一名句究竟是当时临时创作而成的，或者是以这一句的创作为契机而举行了这场俳句评选，已经无法考证，但至少可以明确这句得到了俳人圈内的一致评判认可。诗中的“古池”据说可能是芭蕉门人杉风在芭蕉庵近旁所建的池塘。1700年（元禄13年）的《晓山集》（芳山编）中还有一句“棣棠花，蛙跳溅水声”，而实际上这是芭蕉弟子其角改写的。芭蕉最初写了“蛙跳溅水声”，而空出最初的位置让弟子们来思考，尽管弟子填入了“棣棠花”，最终芭蕉还是选择了“古池塘”。芭蕉认为，根据和歌的传统，棣棠花似乎更为风雅美艳，但古池却更显古朴实在。。而对于后面半段，芭蕉也改变了强调俳意的，尽量考虑体现自然闲寂的意境，从而确立了最终的版本。
另外，在此前的和歌或连歌中很少看到有歌咏蛙的作品，即使有，往往也是着眼于蛙鸣。在俳句中关注动物的跳跃，而且描述跳入池塘后的水声，这是芭蕉的独创，可谓前无古人。

## 后续影响
对于这首俳句，芭蕉本人非常满意，相信其会获得好评，而他的弟子支考对这首作品的称颂也有很大的作用。支考在1719年（享保4年）写的《俳谐十论》中』写道“貌似句中没有感情，但其实带着寂佗的风情，富有风雅的趣味”，这一论点也是后世较为普遍的主流观点。但在芭蕉同一时代，也并未得到了其他俳人理解，例如在前述的《晓山集》中就没有得到充分的肯定。此外也有一种传说，这一充满禅味的俳句是芭蕉拜访其禅师佛顶的时候所产生的灵感，这一说法见于《芭蕉翁古池真传》（春湖著、庆应4年）。
作为俳句近代化的大力倡导者正冈子规在其《古池句辩》（《ホトトギス》1898年10月号）中明确否定了这种神秘化，重新审视了这一作品。这篇文章采用了一对虚拟的主客对答的形式，对于客人所提出的“为何古池句如此广为人知？”的问题，主人一边介绍了俳句的历史，也明确肯定了芭蕉从普通无奇的蛙跳水塘这一画面中体验到曼妙意境这一划时代的文学成就。子规一方面肯定了这作品是俳句历史上的里程碑，但并不认为这代表了芭蕉的最高水平。
山本健吉在《芭蕉 ―鉴赏与批评》（1957年）中提及：相对于在俳句起首用棣棠而将视觉形象进行并列的表现手法，古池的表现往往会更能把握直觉且调动起听觉的想象力，与后半段的深层次意识结合起来，有更丰富的层次感。此外，这一俳句直击“以笑为本愿的俳谐师的心灵盲点”，对于芭蕉而言，这首俳句发挥了对许多人的启蒙作用。在目前绝大多数日本人都有机会看到这个俳句，可以说，“现代日本人对俳句的理解往往都起始于古池这句”。
在大轮靖宏的《为何芭蕉是至高的俳人》(2014年）一文中提到，古池犹如一口古井，作为被闲置弃用的水池，象征着死的世界。而“蛙跳溅水声”是生命的象征，带有动感。尽管写了蛙，但没有写蛙声。蛙声并不优雅。而在古池这里，是一个古幽寂寥的世界。在古池这个死寂的世界里，通过青蛙轻轻一跃而吹入了生命的活力。从此，古幽寂寥的意境就完成了。

## 脚注
1. 1 2  山本 2006、87頁
2. ↑  正岡 1983、216-217頁
3. ↑  復本 1992、94-95頁
4. 1 2  山本 2006、89頁
5. 1 2  田中 2010、193頁
6. 1 2  復本 1992、90頁
7. ↑  山本 2006、86頁
8. ↑  復本 1992、91頁
9. ↑  各務支考『葛の松原』,佐々醒雪, 巌谷小波 校. . 博文館. 1914: 653  [2021-08-28]. （原始内容存档于2022-02-21）.
10. ↑  山本 2006、87-88頁
11. ↑  正岡 1983、212頁
12. ↑  復本 1992、97-98頁
13. ↑  復本 1992、100頁
14. ↑  復本 1992、95頁
15. ↑  復本 1992、95-96頁
16. ↑  山本 2006、88-89頁
17. ↑  正岡 1983、217-218頁
18. ↑  山本 2006、88頁
19. ↑  山本 2006、90頁
20. ↑  大輪[2014:116-119]

## 关联条目
- 奥之细道